# Une grosse tuile pour un toit
Une grosse tuile pour un toit (France) ou Un couvreur sur le toit (Québec) (Don't Fear The Roofer) est le 16e épisode de la saison 16 de la série télévisée d'animation Les Simpson.

## Synopsis
Un violent orage s'abat sur Springfield, endommageant le toit des Simpson. Au lieu de le réparer, Homer essaye de trouver une astuce pour évacuer l'eau qui envahit la maison ; ce qui agace tout particulièrement Marge et les enfants. Ne supportant plus les reproches que lui fait sa famille, Homer préfère se réfugier chez Moe, mais quand il arrive il découvre qu'une fête surprise est organisée pour Lenny. Comme il la gâche, Moe le met à la porte, ne lui laissant pas d'autre choix que de trouver un nouvel endroit plus accueillant. C'est alors qu'il tombe sur un bar dans lequel il fait la connaissance de Ray Magini, qui s'avère être un couvreur. Ce dernier lui promet alors de réparer son toit. Les deux hommes vont rapidement devenir les meilleurs amis du monde. Pendant ce temps-là, Petit Papa Noël élit son nouveau domicile à la maison de retraite. Mais alors que Ray devait revenir, il ne revient pas. Marge est persuadée que Ray est une invention d'Homer pour contrer la solitude, ce dernier est alors désespéré. Il atterrit à l'hôpital et subit des électrochocs. Mais Ray finit par réapparaître et cette fois tout le monde le voit. Les explications au fait que seul Homer le voyait sont finalement apportées.

## Invités
- Ray Romano prête sa voix au personnage de Ray Magini dans la version originale.
- Stephen Hawking fait une apparition dans cet épisode.